# Richfield (Idaho)
Richfield es una ciudad ubicada en el condado de Lincoln en el estado estadounidense de Idaho. En el Censo de 2010 tenía una población de 482 habitantes y una densidad poblacional de 281,97 personas por km².

## Geografía
Richfield se encuentra ubicada en las coordenadas 43°3′9″N 114°9′21″O / 43.05250, -114.15583. Según la Oficina del Censo de los Estados Unidos, Richfield tiene una superficie total de 1.71 km², de la cual 1.7 km² corresponden a tierra firme y (0.3%) 0.01 km² es agua.

## Demografía
Según el censo de 2010, había 482 personas residiendo en Richfield. La densidad de población era de 281,97 hab./km². De los 482 habitantes, Richfield estaba compuesto por el 89.42% blancos, el 0% eran afroamericanos, el 0.62% eran amerindios, el 0% eran asiáticos, el 0% eran isleños del Pacífico, el 8.09% eran de otras razas y el 1.87% pertenecían a dos o más razas. Del total de la población el 12.24% eran hispanos o latinos de cualquier raza.